# Nelinho (ur. 1950)
Nelinho (właśc. Manoel Resende de Matos Cabral, ur. 26 lipca 1950 w Rio de Janeiro) – brazylijski piłkarz grający na pozycji prawego obrońcy.
Pierwszym jego klubem w karierze była América z Rio de Janeiro, w której zadebiutował w 1969 roku. Następnie grał w takich klubach jak: portugalskie FC Barreirense, wenezuelskie Deportivo Anzoátegui i rodzime Bonsucesso FC, Remo Belém, Cruzeiro EC oraz Clube Atlético Mineiro w barwach którego zakończył karierę w 1987 roku.
W reprezentacji Brazylii Nelinho zadebiutował 28 kwietnia 1974 roku w zremisowanym 0:0 towarzyskim meczu z Grecją. W kadrze narodowej od 1974 do 1980 roku rozegrał 28 spotkań i strzelił 8 goli. Był w kadrze Brazylii na mistrzostwa świata 1974 i mistrzostwa świata 1978 (III miejsce), a także na Copa América 1975 i Copa América 1979.